# Fraddam
Fraddam – wieś w Anglii, w Kornwalii. Leży 13 km na północny wschód od miasta Penzance i 398 km na zachód od Londynu.